# Joan Esteller Grañana
Joan Esteller Grañana (Sant Jordi, Baix Maestrat, 1948) és un mestre i polític valencià.

## Trajectòria
Militant del PSPV-PSOE, a les eleccions municipals espanyoles de 1979 fou escollit regidor de l'Ajuntament de Sant Jordi i diputat de la Diputació de Castelló. A les eleccions generals espanyoles de 1982 fou escollit senador per la província de Castelló. Dou secretari primer de la Comissió Especial del Senat de recerca per a l'estudi de les causes i conseqüències de les inundacions. El 1986 abandonà la política.
Actualment és director del Col·legi Misericòrdia de Vinaròs, ha col·laborat al diari El Mundo i també en publicacions del Ministeri d'Educació en temes sobre l'actual reforma educativa i sobre esdeveniments històrics de les terres del Maestrat relatius a la Guerra Civil espanyola.